# Etmal
Ein Etmal (aus dem Mittelniederdeutschen: Etmal = wiederkehrende Periode) ist sowohl die Zeit von Schiffsmittag zu Schiffsmittag als auch die in dieser Zeit von einem Schiff zurückgelegte Wegstrecke.
Auf offener See war es lange die präziseste Möglichkeit, den Zeitraum von 24 Stunden festzustellen. Bei heutiger deutlich verbesserter Genauigkeit der Orts- und Zeitfeststellung bezeichnet ein Etmal die in 24 Stunden zurückgelegte Strecke (englisch 24 hour distance). Bei Übernachtungen vor Anker oder im Hafen wird die zurückgelegte Wegstrecke zwischen aufeinanderfolgenden Mitternächten als Etmal bezeichnet. Außerhalb der Seefahrt ist ein Etmal die Zeit von einem Tag und einer Nacht.

## Abweichungen zu 24 Stunden
Der Schiffsmittag ist der Sonnenhöchststand eines Tages am jeweiligen Ort und ohne Uhr feststellbar. Er muss für die Standortbestimmung nach der astronomischen Navigation festgestellt werden. So bot es sich an, die Strecke zwischen zwei aufeinanderfolgenden Mittagen als Maß für den Reisefortschritt des Tages festzuhalten. Die meisten Reedereien der Handelsschifffahrt halten bis heute als wichtigste tägliche Daten für jedes Schiff dessen Mittagsposition und Etmal des vergangenen Tages fest.

### Durch Ortsveränderung in Ost-West-Richtung
Bei einer Reise nach Westen erreicht die Sonne ihren Höchststand jeden Tag etwas später, ein Etmal ist also länger als 24 Stunden; bei Reisen nach Osten wird der Höchststand etwas früher erreicht, dadurch ist das Etmal kürzer als 24 Stunden. Der Unterschied hängt neben der Richtung von der Geschwindigkeit und dem Breitengrad ab. Alle 15 Längenminuten verändert sich die Tagesdauer um eine Zeitminute. Am Äquator muss man für eine Zeitminute also 15 Seemeilen nach Westen oder Osten fahren. Auf 60° nördlicher oder südlicher Breite, also z. B. in Norddänemark oder bei Kap Hoorn, braucht man dazu nur 8 Seemeilen. Bei der Überfahrt von Hamburg nach New York mit über 20 Knoten weicht ein Etmal um etwa 50 Minuten von 24 Stunden ab. Auf einer Fahrt von Bergen nach Südgrönland mit 30 Knoten weicht ein Etmal um 100 Minuten von 24 Stunden ab.

### Ohne Ortsveränderung in Ost-West-Richtung
Bleibt man an einem Ort oder zumindest auf einem Längengrad, so verändert sich die wahre Länge eines Sonnentages trotzdem jeden Tag. Sie beträgt nur viermal im Jahr exakt 24 Stunden (siehe dazu auch Zeitgleichung). Dieser Effekt hängt allein von der Exzentrizität der Erdumlaufbahn um die Sonne und der Neigung der Ekliptik ab und ist auch unabhängig vom geographischen Ort. Dadurch wird der wahre Sonnentag um den 1. Januar herum etwa 30 Sekunden und Ende Juni 12 Sekunden länger, dagegen Anfang April und Mitte September jeweils etwa 20 Sekunden kürzer.

### Geschwindigkeits-Messung
Die Messgenauigkeit der astronomischen Ortsbestimmung ist so klein, dass in Verbindung mit den üblichen Geschwindigkeiten der traditionellen Segelschifffahrt obige Ungenauigkeiten bei der Berechnung der (Tages-)Durchschnittsgeschwindigkeit vernachlässigbar sind.
Bei den heutigen hohen Geschwindigkeiten, die nunmehr von Rennyachten auch über lange Strecken gehalten werden können, misst man nicht mehr in Etmal und bestimmt die Mittagsposition nicht mehr; die Standortbestimmung und auch die Zeit-Messung findet ausschließlich per GPS statt. Damit hat sich die Verwendung von Etmal für die in beliebigen 24 Stunden zurückgelegte Strecke im Sprachgebrauch etabliert. Im Englischen wird sie korrekter als 24 hour distance bezeichnet. In beliebigen 24 Stunden legt man im Allgemeinen längere Strecken zurück als genau von Mittag bis Mittag.

## Herausragende Etmale für Segelschiffe
| Datum             | Schiffstyp                   | Etmal  | Etmal   | Geschwindigkeit | Geschwindigkeit |
| ----------------- | ---------------------------- | ------ | ------- | --------------- | --------------- |
| Dezember 1854     | Segelschiff                  | 465 sm | 862 km  | 19,4 Knoten     | 36 km/h         |
| August 1984       | Segelschiff                  | 513 sm | 950 km  | 21,3 Knoten     | 40 km/h         |
| 7. Mai 2002       | Einrumpfsegler               | 484 sm | 896 km  | 20,1 Knoten     | 37 km/h         |
| 16. Januar 2017   | Einhandsegler Einrumpfsegler | 537 sm | 995 km  | 22,4 Knoten     | 41 km/h         |
| 29. Oktober 2008  | Einrumpfsegler               | 597 sm | 1106 km | 24,9 Knoten     | 46 km/h         |
| 11. Juli 2015     | Einrumpfsegler               | 618 sm | 1145 km | 25,8 Knoten     | 48 km/h         |
| 8. Juni 2016      | Einhandsegler                | 719 sm | 1332 km | 30 Knoten       | 56 km/h         |
| Juli 2016         | Einhandsegler                | 783 sm | 1451 km | 32,6 Knoten     | 60 km/h         |
| 15. November 2017 | Einhandsegler                | 851 sm | 1576 km | 35,6 Knoten     | 66 km/h         |
| 1. August 2009    | Segelschiff                  | 908 sm | 1682 km | 37,8 Knoten     | 70 km/h         |

Das Etmal, die Tagesstrecke, wird aus dem Abstand der Mittagspositionen errechnet oder in der Seekarte gemessen und im Logbuch vermerkt. Herausragende Etmale werden publiziert und sind geeignet, der Reederei, dem Schiff oder dem Schiffsführer zu einem gewissen Ansehen zu verhelfen.
Die schnellsten Segelschiffe des 19. Jahrhunderts waren die Klipper. So fuhr im Dezember 1854 die 259 Fuß (78,9 m) lange Champion of the Seas im südlichen Indischen Ozean unter dem Kommando von Kapitän Alexander Newlands ein Etmal von atemberaubenden 465 Seemeilen. Dies wird für die folgenden 130 Jahre für die größte Tagesstrecke gehalten, die je von einem Segelschiff bewältigt wurde.
Erst die Hochsee-Rennyachten des späten 20. Jahrhunderts konnten die Etmale der Klipper übertreffen. Obwohl sie wesentlich kleiner als die Klipper sind, können sie aufgrund neuer Materialien und neuer Erkenntnisse der Strömungslehre und Navigation (z. B. Wetter-Routing) auch über lange Distanzen mehr als doppelt so schnell segeln. Des Weiteren wird wegen der wesentlich besseren Bergungs- und Überlebenschancen risikofreudiger gesegelt.
Im August 1984 fuhr der 80-Fuß-Katamaran Formale TAG unter dem kanadischen Skipper Mike Birch ein Etmal von 513 Seemeilen (24 hour distance record).
Seit dem 1. August 2009 steht der Rekord bei 908 Seemeilen, als dem französischen 40-Meter-Trimaran Banque Populaire V von New York nach Lizard Point die schnellste Atlantiküberquerung zu Wasser seit 1952 gelang, einschließlich der jeweiligen Gewinner des Blauen Bandes.

### Einhand- oder Einrumpf-Segler
Am 8. Juni 2016 erreichte Thomas Coville auf Sodebo einhand 719 sm. Das längste Etmal für Einhandsegler hält seit Juli 2016 François Gabart auf dem Trimaran Macif, der seinen Rekord von 784 Seemeilen am 15. November 2017 auf 851 Seemeilen verbesserte.
Das erste Einrumpfboot, das den Rekord der Champion of the Seas von 1854 brach, war am 7. Mai 2002 die deutsche Yacht Illbruck Challenge (Skipper John Kostecki), die während des Volvo Ocean Race 2001/02 484 Seemeilen in 24 Stunden fuhr und damit gleichzeitig die „20-Knoten-Schallmauer“ durchbrach.
Das Rekordetmal für Einrumpfschiffe lag seit 29. Oktober 2008 bei 597 Seemeilen, gehalten von der Volvo Open70 Ericsson 4, erreicht beim Volvo Ocean Race. Der Rekord wurde am 11. Juli 2015 von der 100 Fuß langen Yacht Comanche in Abwesenheit von Skipper Ken Read unter Führung von Casey Smith während des Transatlantik Race von Newport (Rhode Island, USA) nach Portsmouth (GBR) auf 618 Seemeilen erhöht. Auf der 5. Etappe des Ocean Race 2023 stellte zunächst das Schweizer Team Holcim-PRB einen neuen Rekord mit 640,9 Seemeilen auf, der nur wenig später am 26. Mai 2023 vom Team Malizia unter Skipper Boris Herrmann mit einem Wert von 641,13 Seemeilen gebrochen wurde.
Für Einhandsegler mit Einrumpfbooten wurde das Rekordetmal am 16. Januar 2017 mit 537 Seemeilen von dem Briten Alex Thomson während der Vendée Globe 2016/17 gesegelt.